# Hendrik Jakob Wikar
Hendrik Jakob Wikar, auch Jacob (* 28. Oktober 1752 in Gamlakarleby, heute Finnland, † unbekannt) war ein schwedischer, nach anderer Auffassung ein finnischer Entdecker im südlichen Afrika.

## Leben
Wikar verbrachte als Sohn eines schwedischen Landvermessers seine Jugendzeit in Göteborg. Als junger Mann nahm er bei der Niederländischen Ostindien-Kompanie (VOC) in Amsterdam eine Tätigkeit auf. Diese sandte ihn 1773 als Soldat in die Kapkolonie. Wikar arbeitete zwei Jahre als Schreiber in einer Krankenpflegeanstalt der VOC in Kapstadt. Am 4. April 1775 desertierte er, weil es zu Spielschulden gekommen war. Mit einem Gewehr und zwei Pferden floh er in das Landesinnere, in der ersten Etappe ostwärts bis zum Sundays River. Dann hielt er sich vier Jahre jenseits der besiedelten Region im Bereich der Kamiesberge auf. Ihm war bewusst, das in der Regel kein Flüchtling dem langen Arm der VOC entkommen konnte. Darum riskierte er ein Leben in damals noch unerforschten Gebieten.
Von seinen einzelnen Reisewegen sind erst seit dem September 1778 Überlieferungen erhalten geblieben. Hier reiste er zwischen Springbok und Steinkopf im Namaqualand umher. Nach seinen frühen Aufzeichnungen startete Wikar von Goodhouse aus (heute in der Lokalgemeinde Nama Khoi liegend) dem Oranje stromaufwärts folgend unter Begleitung einer Gruppe von Khoi und San. Für ein Stück des Weges verließ er den Flusslauf und kam erst bei den Augrabiesfällen wieder zum Oranje zurück. Auf diese Weise war er der erste Europäer, der die Wasserfälle sah und in seinem Reisetagebuch beschrieb. Von hier wandte sich Wikar zu den Gebieten der Koranna. Er fertigte Aufzeichnungen über die Sitten seiner Gastgeber und anderer indigener Gruppen, denen er auf seinem Reisewege begegnet war. Nebenbei sammelte er Minerale und Pflanzen, besonders solche, die den Einheimischen zur Ernährung dienten. Diese Sammlungen gingen jedoch im Verlaufe der Reise verloren.
Sein Aufenthalt in der Flusslandschaft des Gariep (Oranje) führte ihn auch in angrenzende südliche Bereiche des späteren Namibias. Dabei hatte Wikar Kontakte zu Gruppen der Nama, besonders zu den Bondelswart, Veldskoendraer und Swartbooi. Seine diesbezüglichen Aufzeichnungen bilden die wohl umfassendste zeitgenössische Darstellung dieser Region mit ihren Bewohnern.
Am 1. April 1779 sandte Wikar einen Brief an den Gouverneur der Kapkolonie, an Joachim van Plettenberg, worin er um Verzeihung als Deserteur bat. Darin benannte er seine Sammlungen und das umfangreiche Reisetagebuch über die ethnographischen Beobachtungen unter den Khoi und drei weiteren Gruppen. Zu den letzteren zählten die Einicqua, die auf Inseln im Flusslauf des Oranje lebten.
Noch auf Antwort des Gouverneurs hoffend, begann Wikar eine zweite Reise entlang des Stroms. Er wanderte stromaufwärts bis nach Koegas, das zwischen Groblershoop und Prieska liegt. Während dieser Reise entstanden wieder umfangreiche Sammlungen mit Pflanzen, Tierpräparaten, Mineralen und ethnographischen Objekten von den Khoi. Im Juni 1779 hielt er sich erneut am Unterlauf des Oranje auf.
Seine Entschuldigung gegenüber dem Gouverneur schien erfolgreich gewesen zu sein. Wikar traf am 25. Juli 1779 mit Oberst R. J. Gordon im Bereich der Kamiesberge zusammen. Bereits im September 1779 stand er wieder in den Diensten der VOC. Die Sammlungsobjekte seiner zweiten Reise sind nicht erhalten geblieben. Gouverneur van Plettenberg nahm seine Reiseaufzeichnungen offiziell an. Sie wurden von Oloff G. de Wet, der Landdrost von Stellenbosch, aufgearbeitet. Die erste moderne Wiedergabe seiner Reiseberichte befindet sich in einem Werk von Godée Molsbergen aus dem Jahre 1916.
Wikars Reisetagebücher enthalten wertvolle Informationen über die Landschaften, Naturprodukte und Menschen, mit denen er in Kontakt kam. Am bedeutungsvollsten werden seine Aufzeichnungen über die Initiationsriten, Zeremonien und Gebräuche der Khoi, unter denen er zeitweilig lebte, eingeschätzt. Diverse Erkenntnisse wurden 1935 auf Veranlassung der Van-Riebeck-Gesellschaft in Kapstadt erneut verlegt.

## Weiterführende Literatur
- Pentti Virrankoski: Wikar, Henrik Jakob. In: Kansallisbiografia-verkkojulkaisu. Studia Biographica 4. Helsinki, Suomalaisen Kirjallisuuden Seura, 1997– (vom 10. Juni 2018) ISSN 1799-4349
- E. E. Mossop (Hrsg.): The Journal of Hendrik Jacob Wikar and the Journals of Jacobus Coetse (1760) and Willem van Reenen (1791). In: Series, Vol. 15, S. i–ix, 1–327, Van Riebeeck Society, Cape Town 1935 (Ausschnitt auf www.rhinoresourcecenter.com)